# Friedrich Schultze (Theologe)
Friedrich Schultze (auch: Schulze, Scultetus; * 25. Dezember 1598 in Wiesenburg/Mark; † 27. April 1677 in Torgau) war ein deutscher lutherischer Theologe.

## Leben
Der Sohn des aus Treuenbrietzen stammenden Pfarrers in Wiesenburg und späteren Pfarrers in Seehausen bei Seyda Marcus Scultetus und dessen Frau Dorothea, die Tochter des Bürgermeisters von Treuenbrietzen Martin Schumann, sollte nach seiner Schulzeit ursprünglich in Wittenberg das Schneiderhandwerk erlernen. Dadurch, dass sein studierender Bruder Matthias verstarb, entschloss sich der Vater ihm zu ermöglichen ein Studium zu absolvieren. Im April 1612 konnte er sich gratis in die Matrikel der Universität Wittenberg einschreiben. Da sein Vater jedoch über kein Geld mehr verfügte wurde er Famulus bei drei Hamburgern. Diese waren Johannes Müller, Hieronymus Praetorius und Werner Rolfinck.
1618 wurde er Hauslehrer der Kinder von Friedrich Balduin, den er 1621 beim theologischen Konvent in Jena als Sekretär begleitete und der dafür sorgte, dass er sich am 9. April 1622 kostenlos den akademischen Grad eines Magisters der Philosophie erwerben konnte. 1623 wurde er Substitut des Pfarrers Wolfgang Kämpff in Axien, den er am 16. Oktober desselben Jahres als Pfarrer ablöste. Am 18. September 1632 ging er als Diakon nach Torgau und stieg dort nach dem Tod von Christian Meissner am 20. März 1657 zum Archidiakon auf, in welcher Funktion er mehrmals den dortigen Superintendenten vertrat. Schultze hatte über 800 Predigten über das Lehrbuch Syrachs gehalten und 5000 Predigten über andere Bibeltexte.

## Familie
Schultze war drei Mal verheiratet. Seine erste Ehe schloss er am 13. Januar 1624 mit Margaretha († 10. Februar 1627), die Tochter des Pfarrers in Oehna Martin am Ende und dessen Frau Magarethe Anser. Aus der dreijährigen Ehe gingen ein Sohn und eine Tochter hervor. Von den Kindern kennt man:
- Christian Schultze († jung)
- Magaretha Schultze verh. mit dem Pfarrer in Dabrun Erhard Schmidt

Seine zweite Ehe schloss er am 7. September 1627 mit Elisabeth († 4. November 1639), die Tochter des Ratsbaumeisters in Torgau Bartholomäus Scherl. Aus der Ehe gingen vier Söhne und zwei Töchter hervor. Von den Kindern kennt man:
- Michael Schultze († jung)
- Christian Schultze († jung)
- Johann Friedrich Scultetus * Torgau, immatr. 8. Sept. 1641 u. 11. Mai 1663 Uni. Wittenberg, Mag. phil. 26. April 1655, Lic. jur. 3. Oktober 1662, Bürgermeister in Jüterbog
- Christian Schultze wurde Kaufmann in Jüterbog
- Ursula Schultze († jung)
- Elisabeth Schultze verh. 20. Januar 1652 in Torgau mit dem Bäckermeister ebd. Johann Oerley

Seine dritte Ehe ging er am 1. Juni 1641 in Torgau mit Elisabeth Metz ein. Aus der Ehe gingen neun Söhne und fünf Töchter hervor. Von den Kindern kennt man:
- Friedrich Christian Schultze wurde Schneider in Wurzen
- Johann Caspar Schultze wurde Kramer in Torgau verh. 28. April 1674 mit Maria Magdalena, die Tochter des Johann Peuckert
- Johann Philipp Schulze * Torgau wurde Mag. und studierte theol., wurde Pfarrer in Kreischau
- Catharina Elisabeth Schultze (* 11. Oktober 1642 in Torgau; † 4. Juni 1680 in alle) verh. 30. Januar 1666 in Torgau mit dem fürstlich sächsischen Lehnadjunkten, sowie Registrator in Halle und Administrator in Magdeburg Johann Sebastian Feyerlein
- Euphrosyna Schultze verh. mit dem Kammerschreiber in Halle Christian Keuselitz (Keyselitz)
- Sophia Elisabeth Schultze verh. 14. November 1671 mit dem Geleitsmann in Torgau Christoph Schmieder (Schneider)